# Richard S. Castellano
Richard S. Castellano (The Bronx, New York, 4 september 1933 - 10 december 1988) was een Amerikaans toneel- en televisieacteur, die soms ook in films optrad. Hij was een karakteracteur, die voornamelijk werd getypecast als zwaargebouwde Italiaans-Amerikanen en andere etnische rollen, vaak arbeiders of criminelen. Hiervan is zijn rol als Clemenza in de filmklassieker The Godfather waarschijnlijk de bekendste.
Castellano studeerde af aan de Columbia-universiteit. Hij had eerst een bouwbedrijf voor hij in 1963 zijn acteercarrière begon bij het New Yiddish Theatre. In 1969 werd hij genomineerd voor de Tony Award voor beste mannelijke bijrol in een drama voor zijn rol in het Broadwaystuk Lovers and Other Strangers. Een jaar later was hij te zien in de filmversie van het stuk. Hiervoor werd hij genomineerd voor de Academy Award voor Beste Mannelijke Bijrol. Na deze nominaties kreeg hij de rol van capo Pete Clemenza in The Godfather. In 1972 speelde Castellano de hoofdrol in de kortlopende sitcom "The Super", naast Bruno Kirby. Castellano's vrouw, Ardell Sheridan, speelde zowel in The Godfather als in "The Super" zijn echtgenote.
Richard Castellano stierf in 1988 aan een hartaanval. Hij was toen 55 jaar oud.